# Brodolom života (2000.)
Brodolom života (eng. Cast Away) je američka drama iz 2000. godine koju je režirao Robert Zemeckis, a u kojoj je glavnu ulogu ostvario Tom Hanks. Hanks glumi zaposlenika kompanije FedEx koji je nakon avionske nesreće zapeo na nenaseljenom otoku negdje u Južnom Pacifiku. Film opisuje njegove uspješne pokušaje preživljavanja na otoku koristeći ostatke zrakoplovne prtljage, kao i kasniji bijeg s istog i povratak u društvo. Tom Hanks za svoj portret Chucka Nolanda osvojio je nagradu Zlatni globus u kategoriji najbolje muške uloge u drami. Također je zaradio nominaciju u kategoriji najboljeg glavnog glumca za prestižnu nagradu Oscar.

## Radnja
Chuck Noland (Tom Hanks) je profesionalac kojem rokovi upravljaju privatnim i poslovnim životom radeći za tvrtku FedEx. Chuck je u dugoj vezi s Kelly Fears (Helen Hunt), te skupa žive u Memphisu. Iako se žele vjenčati, Chuck je prezauzet poslom. Božić s rodbinom je prekinut kad Chuck mora ići poslovno u Maleziju.
Leteći kroz olujno nevrijeme, avion se sruši u Tihom oceanu. Chuck je pobjegao s potonujućeg aviona pomoću splavi za spašavanje, ali u međuvremenu je izgubi. Chuck je izgubio svijest, i plutajući se našao na otoku. Kad se probudio, istražuje otok i shvati da je otok nenastanjen. Nekoliko FedExovih paketa je doplutalo do otoka, kao i tijelo mrtvog pilota. Chuck se pokušava spasiti šaljući signale i bijegom na splavu, ali valovi su prejaki. Na otoku traži hranu, vodu i smještaj. Otvorio je FedExove pakete i našao stvari od velike pomoći. Ostavio je samo jedan paket neotvoren.
Pri prvom pokušaju da napravi vatru se ozbiljno porezao. U bijesu je bacao stvari, tako i odbojkašku loptu "Wilsona". Uskoro je nacrtao facu pomoću krvi. Kako godine prolaze, Chuck je sve mršaviji, ima dugu bradu i priča s Wilsonom. Napravio je i jedro i proučavajući godinama vrijeme kreće s otoka. Nakon što je dospio u nevrijeme, splav mu se skoro raspao. Tog dana, Wilson je pao sa splava i izgubio se, što je Chucka psihički slomilo. Ipak, teretni brod ga je opazio i spasio.
Nakon povratka u civilizaciju, Chuck saznaje da se mislilo da je mrtav; održao se sprovod, a Kelly se udala za Chuckova zubara i sada ima kćer. Pokušavajući se spojiti s Kelly, shvaćaju da je to nemoguće; Kelly mu je dala ključ od njihovog starog zajedničkog auta. Chuck želi vratiti jedini neotvoreni paket vlasniku. Kuća je prazna, pa je Chuck ostavio paket ispred vrata s porukom da mu je taj paket spasio život. Tada odlazi i zastaje na križanju cesta. Žena u kamionu mu objašnjava gdje koja cesta vodi. Chuck je zapazio da je slika na kamionu ista kao i na paketu. Chuck pogledom ispraća odlazak žene u kamionu.

## Uloge
- Tom Hanks - Chuck Noland
- Helen Hunt - Kelly Frears
- Nick Searcy - Stan
- Jenifer Lewis - Becca Twig
- Chris Noth - Jerry Lovett
- Lari White - Bettina Peterson

## Produkcija
Film nije snimljen linearno. Tom Hanks se udebljao 22.5 kg tijekom pretprodukcije kako bi više izgledao kao debeljuškasti, sredovječni muškarac. Nakon što je većina filma snimljena, produkcija je pauzirana na jednu godinu kako bi glumac mogao drastično smršaviti i pustiti kosu i bradu te na taj način ličiti kao da je živio godinama na pustom otoku. Tijekom te godine pauze, Robert Zemeckis je iskoristio identičnu filmsku ekipu da snimi film Ispod površine.
Film Brodolom života snimljen je na otoku Monuriki, jednom od otoka Mamanuca. Oni se nalaze u sklopu istoimenog arhipelaga koji se nalazi na obali Viti Levua, najvećeg otoka države Fiji. Otok je postao turističko odredište nakon što je film pušten u kino distribuciju. Iako u filmu nakon njegovog povratka Kelly kaže Chucku da se otok nalazi "600 milja južno od Cookovog Otočja", u stvarnosti ne postoji zemlja između južnog dijela otočja i Antarktike.
Producenti su napravili listu naizgled beskorisnih stvari koji će se nalaziti u paketima koje Noland otvara: haljina za zabavu, klizaljke, papiri za razvod, video vrpce i ostale sitnice. Listu su pokazali grupi stručnjaka za preživljavanje, a koji su odlučili kako će sve te stvari glavni protagonist na kraju upotrijebiti u vlastitu korist.

### FedEx
Za plasiranje proizvoda u filmu tvrtka FedEx nije ništa platila. Predsjednik uprave tvrtke Fred Smith pojavio se u filmu glumeći samog sebe u sceni dobrodošlice Chucku nakon njegovog povratka koja je bila snimljena u sjedištu tvrtke u Memphisu (država Tennessee). Iako je ideja o rušenju FedEx-ovog zrakoplova kompaniji "u početku izazvala srčani udar", na kompletnu priču su ipak gledali iz pozitivne perspektive, a nakon što je film postao popularan priznali su da su osjetili poboljšanje prodaje svojih usluga u Aziji i Europi.

### Odbojkaška lopta Wilson
U filmu odbojkaška lopta Wilson služi Chucku Nolandu kao personifikacija izmišljenog prijatelja i jedini drug tijekom njegovog četverogodišnjeg boravka na pustom otoku. Lik je stvorio scenarist William Broyles Jr. Dok se bavio istraživanjem za film, konzultirao se sa stručnjacima za preživljavanje te odlučio namjerno provesti tjedan dana u izolaciji na izoliranoj obali Sea of Cortes kako bi se natjerao da vlastitim snagama pronađe izvore vode i hrane, te izgradi skrovište. Tijekom tog vremena na obalu je doplivala izgubljena odbojkaška lopta. Upravo to mu je bila inspiracija za stavljanje Wilsona u film. S filmske točke gledišta, Wilson je također poslužio za realistične dijaloge u filmu u kojem većinu vremena gledamo samo jednu osobu na ekranu.
Jedna od originalnih odbojkaških lopti korištenih u filmu prodana je na aukciji nakon početka kino distribucije filma za 18.500 dolara, a kupio ju je bivši Predsjednik Uprave tvrtke FedEx, Ken May. U vrijeme kino distribucije filma, tvrtka Wilson Sporting Goods lansirala je vlastitu ko-promociju temeljeći je na činjenici što jedan od njihovih proizvoda "glumi" u filmu s Tomom Hanksom. Tvrtka Wilson je proizvela odbojkašku loptu na kojoj je rukom bilo nacrtano lice (kao i u filmu). Lopta je prodavana u limitiranom vremenskom razdoblju samo tijekom kino distribucije filma, a još uvijek je se može kupiti na internet stranici kompanije. Danas u svijetu postoje mnoge replike iste lopte Wilson koje se mogu kupiti.

## Zarada, kritike i nagrade
Film Brodolom života uglavnom je dobio pozitivne ocjene kritičara. Na popularnoj internet stranici Rotten Tomatoes film ima 90% pozitivnih kritika. Također, film je bio izrazito uspješan na box-officeu - ukupna svjetska zarada do danas iznosi mu 429.631,142 dolara.
Tom Hanks je za portret Chucka Nolanda osvojio nagradu Zlatni globus u kategoriji glavne muške uloge u drami. Za istu ulogu bio je nominiran u kategorijama najboljeg glavnog glumca na dodjeli nagrada Oscar i BAFTA, a najzanimljivija nominacija dogodila se u kategoriji najboljeg filmskog para (Hanks i lopta Wilson) na MTV-jevoj dodjeli nagrada.

## Glazba iz filma
Alan Silvesti odgovoran je za minimalistički soundtrack iz filma koji mu je donio prestižnu glazbenu nagradu Grammy 2002. godine. Soundtrack je ponajviše poznat po nedostatku glazbe te zvučnim efektima (kao što su glasanje ptica ili zvukovi insekata) dok je Chuck na otoku kako bi se što bolje naglasio osjećaj izolacije. Sam film Brodolom života nema glazbenu temu sve dok Chuck ne ode s otoka. Međutim, na početku filma čujemo ruski zbor koji pjeva tradicionalnu rusku pjesmu autora Leva Knippera "Oh, My Field" ("Polyushko, Polye"). Kako se ne radi o originalnom djelu Alana Silvestrija, ta pjesma se ne nalazi na soundtracku filma. Popis glazbe iz filma:
1. "Cast Away" – 3:44
2. "Wilson, I'm Sorry" – 1:39
3. "Drive to Kelly's" – 3:54
4. "Love of My Life" – 1:47
5. "What the Tide Could Bring" – 3:39
6. "Crossroads" – 2:08
7. "End Credits" – 7:29

Originalni soundtrack filma sadržava antologiju glazbenih tema iz svih dotadašnjih filmova redatelja Roberta Zemeckisa, a koje je skladao Silvestri. Jedina glazbena tema iz filma Brodolom života jest ona s odjavne špice.

## Vanjske poveznice
- Brodolom života u internetskoj bazi filmova IMDb-a
- Cast Away na Rotten Tomatoes
- Cast Away na Box Office Mojo